# Elseya
Elseya es un género de tortugas de la familia Chelidae encontradas en los sistemas fluviales del norte y noreste de Australia y Nueva Guinea.
Este género fue descrito originalmente por John Edward Gray en 1867, estableciendo Elseya dentata como la especie tipo. El género fósil Pelocomastes se hizo posteriormente sinónimo de éste. Varias de las especies del género se han agrupado actualmente en Myuchelys.

## Especies
Se reconocen las siguientes diez especies vivas más otras dos extintas:
- Elseya albagula Thomson, Georges & Limpus, 2006
- Elseya branderhorstii Ouwens, 1914
- Elseya dentata Gray, 1863
- Elseya flaviventralis Thomson & Georges, 2016
- Elseya irwini Cann, 1997
- Elseya lavarackorum White & Archer, 1994
- Elseya novaeguineae (Meyer, 1874)
- Elseya rhodini Thomson, Amapou, Anamiato & Georges, 2015
- Elseya schultzei (Vogt, 1911)

### Fósiles
- †Elseya nadibajagu Thomson & Mackness, 1999[8]
- †Elseya uberima De Vis, 1897[1]

Elseya nadibajagu y Elseya uberima se conocen únicamente a través fósiles. E. lavarackorum se encontró primero como fósil, pero luego se encontraron ejemplares vivos.